# Lola Folman
Lola Folman (ur. 16 czerwca 1912, zm. 1 października 1979) – polska i żydowska piosenkarka popularna w Polsce w latach 30., nazywana królową pieśni ludowych. Wykonywała pieśni w języku jidysz. Zajmowała się również kompozycją.

## Życiorys
Folman była solistką (sopran) Żydowskiego Chóru Ludowego prowadzonego przez Mosze Szneura w Warszawie. Śpiewała tam wraz z Zimrą Zeligfeld-Kipnis (żoną Menachema Kipnisa), Miną Tarnowską i innymi. Była też czołową gwiazdą teatru miniatur Di Idisze Bande (Żydowska Banda), gdzie śpiewał m.in. Zysze Kac. Występowałа na solowych koncertach w Polsce, towarzyszył jej pianista improwizujący Max (Mietek) Fishman, z którym śpiewałа pasjonujące i wzruszające pieśni żydowskie. W 1934 zaangażowana została w łódzkim teatrzyku rewiowo-kameralnym Ararat kierowanym przez Mosze Brodersona. Dawała koncerty w warszawskiej siedzibie Związku Literatów i Dziennikarzy Żydowskich (Tłomackie 13), m.in. w 1935. Władysław Szlengel poświęcił jej wiersz Rajzełe („Nasz Przegląd”, r. 16, n. 80, niedziela 20 marca 1938, s. 19), nawiązujący tytułem do popularnej piosenki z jej repertuaru, do której muzykę i słowa napisał Mordechaj Gebirtig. W dedykacji wiersza Szlengel notował: „porywającej interpretatorce – czarującej, zwykłej, głupiej, i przemądrej piosenki o Rajzełe pani Lili Folman poświęcam”. „Temperament, odrobina miękkiego liryzmu, muzykalność i ukochanie piosenki” – tak charakteryzował jej osobowość sceniczną recenzent krakowskiego „Nowego Dziennika”. Wcielała się często w role tzw. charakterystyczne. Doceniano jej talent w odtwarzaniu typów ludowych, np. podwórzowej śpiewaczki, służącej czy swatki. W 1938 występowała w warszawskim Teatrze Nowości w rewii Tate du Łachst, do której muzykę skomponował Iso Szajewicz. Za reżyserię i inscenizację odpowiadali słynni komicy Szymon Dżigan i Izrael Szumacher. W tym samym roku odbyła z duetem Dżigan i Szumacher tournée po Polsce, występując z programem Hot di welt a idele. Nagrywała płyty z żydowskim repertuarem ludowym dla wytwórni Syrena-Electro.
Jej mężem był Icchak Perłow, poeta, autor tekstów do wielu piosenek z jej repertuaru.
W 1939 po inwazji Niemiec na Polskę wyjechała z mężem do Białegostoku, gdzie należała do zespołu Żydowskiego Teatru Miniatur pod dyrekcją Mosze Brodersona. Z teatrem występowała m.in. w Odessie i w Charkowie. Po ataku III Rzeszy na ZSRR została ewakuowana wraz z innymi członkami zespołu do Aszchabadu. W 1946 powróciła wraz z mężem do Łodzi. W 1947 oboje próbowali przedostać się do Palestyny na pokładzie statku Exodus 1947. Statek został zatrzymany u wybrzeży Palestyny przez brytyjskie okręty wojenne i zmuszony do zawrócenia, najpierw do Marsylii, a potem do Hamburga, gdzie internowano jego pasażerów.
W 1948 koncertowała w Bergen-Belsen na terenie dawnego obozu Zagłady. W 1949 wyjechała do Izraela. W 1961 wyemigrowała do USA i zamieszkała w Nowym Jorku. Została pochowana w kwaterze poświęconej ludziom teatru na cmentarzu żydowskim Mount Hebron w Queens.